# Максименко Ігор Павлович
І́гор Па́влович Макси́менко (2 лютого 1963 — 21 листопада 2015) — капітан Збройних сил України, учасник російсько-української війни.

## Життєпис
Народився 1963 року в селі Глодяни, Бельцівський район, Молдова. 1980 року закінчив ЗОШ № 6 міста Бельці. Гарно навчався, займався спортом. 1985 року закінчив Бєльцький державний педагогічний інститут ім. Алєку Руссо, спеціальність «викладач російської мови та літератури». Протягом навчання був капітаном команди КВК інституту. Проходив строкову службу в РА у НДР, зв'язківець.
Демобілізувавшись, 1987 року з родиною переїздить до України, у місто Каховка. Працює викладачем російської мови у Каховській ЗОШ № 6. Протягом 1989—2013 років очолював гурток пішохідного туризму при каховському Центрі дитячої творчості. Його вихованці брали участь і перемагали у багатьох змаганнях міського, обласного та республіканського рівнів.
Протягом 2013—2014 років працював у Каховському військкоматі. Мобілізований у березні 2015-го. У травні пройшов курси з підвищення кваліфікації, в липні у складі 46-го батальйону спецпризначення направлено виконувати військовий обов'язок в зону проведення бойових дій. У серпні 2015 року Ігорю Максименку присвоєно звання капітана. Командир розвідувальної роти 46-го окремого батальйону спецпризначення «Донбас Україна».
21 листопада 2015 року під час обстеження території північніше «Бахмутської траси» — поблизу села Кримське Новоайдарського району — внаслідок підриву на осколково-загороджувальній міні загинув на місці. Смертельних поранень зазнав молодший сержант Віктор Крючков.
Похований у місті Каховка.
Без Ігоря лишилися мама, дружина, неповнолітній син.

## Вшанування
- 2 лютого 2016 року в Каховці біля Центру дитячої творчості відкрито меморіальну дошку на честь Ігоря Максименка
- квітнем 2016-го сесія Каховської міської ради присвоїла Ігорю Максименку звання почесного громадянина міста Каховка
- 22 листопада 2017 року в музеї Каховського центру дитячої творчості відкрито експозицію «Пам'ять вічна, пам'ять жива», присвячену Ігорю Максименку.
- Портрет героя розміщено на меморіалі "Стіна пам'яті полеглих за Україну" у Києві: секція 7, ряд 10, місце 40.